# Barsuki (rejon mohylewski)
Barsuki (biał. Барсукі; ros. Барсуки) – wieś na Białorusi, w obwodzie mohylewskim, w rejonie mohylewskim, w sielsowiecie Wiendaraż, nad Łachwą i przy ujściu do niej Żywarezki.